# Korshinskia assyriaca
Korshinskia assyriaca là một loài thực vật có hoa trong họ Hoa tán. Loài này được (Freyn & Bornm.) Pimenov & Kljuykov mô tả khoa học đầu tiên năm 1995.